# Leptochilus atriceps
Leptochilus atriceps är en stekelart som beskrevs av Gusenleitner 1977. Leptochilus atriceps ingår i släktet Leptochilus och familjen Eumenidae. Inga underarter finns listade i Catalogue of Life.